# 21727 Rhines
A 21727 Rhines (ideiglenes jelöléssel 1999 RY135) a Naprendszer kisbolygóövében található aszteroida. A LINEAR projekt keretében fedezték fel 1999. szeptember 9-én.